# Svagt Hausdorffrum
Inom matematiken a svagt Hausdorffrum ett topologiskt rum där bilden av varje kontinuerlig avbildning från ett kompakt Hausdorffrum till rummet är slutet. Speciellt är varje Hausdorffrum ett svagt Hausdorffrum.
Beteckningen introducerades av M. C. McCord.